# Liste des épisodes d'Inspector Bronco
La première saison d'Inspector Bronco compte 15 épisodes diffusés sur le web. Une deuxième saison, qui comptera quant à elle 15 épisodes, est en pré-production.

## Saison 1
La première saison d'Inspector Bronco compte 14 épisodes. Ces 14 épisodes sont divisés en quatre sous-groupes non titrés mais clairement identifiés sur le site de diffusion.

### Le trafiquant de Bombay
Quatre épisodes disponibles sur le site officiel d'Inspector Bronco sont regroupés dans un univers s'articulant autour d'un dangereux trafiquant de drogue de Bombay, Zak.

#### Épisode 1: Zak's Arcade
Ramanath Bronco et son partenaire, le détective Ricki Punjab, débarquent au Zak's Arcade, un petit centre de divertissement pour adolescents et jeunes adultes. Les deux policiers espèrent y mettre la main sur Zak, propriétaire des lieux et dangereux trafiquant de drogue qui échappe à la police depuis plus de cinq ans. Après avoir distribué quelques baffes, Ramanath Bronco parvient à parler avec Zak, qui nie toute activité illicite. Pendant la discussion, l'inspecteur Bronco est sauvagement agressé par derrière, gracieuseté d'un inconnu armé d'un couteau. Le détective Punjab sort rapidement son arme et escorte Bronco à l'extérieur, qui promet alors d’avoir la peau de Zak.
À la suite de ce triste évènement, le détective Punjab remet en doute les capacités et peut-être même l'intégrité de Ramanath. Il en fait part à son patron, le lieutenant Raimi Levek, qui n'en revient tout simplement pas.

#### Épisode 2: Alter Ego
Après avoir été agressé au commerce de Zak, Bronco se retrouve à l'hôpital, où l'infirmière Shandi referme la plaie à l’aide de points de suture. Il ne faut que quelques minutes à Bronco pour que l'infirmière et lui-même se déshabillent, et seulement quelques secondes de plus pour qu'ils aient terminé de faire l'amour. S'apprêtant à quitter l'hôpital, Bronco enfile son pardessus et offre à l'infirmière Shandi de venir souper avec lui, le lendemain. Elle accepte.
Bronco se rend par la suite au quartier général de la police de Bombay, où il surprend le détective Punjab en train de parler à leur patron commun. Bronco apprend alors qu'il travaille désormais sous les ordres du détective Punjab, et non plus l’inverse. Le patron leur donne quarante-huit heures pour mettre la main sur Zak.
Par la suite, Punjab surprend Bronco en train de vendre de la drogue au Zak's Arcade. Le détective réalise alors que ses soupçons étaient fondés. Amèrement déçu, il sort sans mot dire. Étonnamment, il se retrouve face à Bronco, qui était pourtant à l'intérieur quelques secondes auparavant. Malgré sa surprise, Punjab ne se retient pas et reproche à Bronco d'être un partenaire de Zak et d'aller à l'encontre des objectifs de la police de Bombay.
C'est alors que Bronco aperçoit l'infirmière qu'il avait invité au restaurant en train de marcher avec un sosie de lui-même. L'inspecteur Bronco comprend alors qu'il se passe des choses anormales.

#### Épisode 3: Bronco VS Bronco
En pleine discussion avec le détective Punjab, Bronco aperçoit l'infirmière qu'il avait invité au restaurant en train de marcher avec un sosie de lui-même. L'inspecteur Bronco comprend alors qu'il se passe des choses anormales. Rapidement, il comprend que quelqu'un tente d'usurper son identité.
Lorsque le sosie s'aperçoit que le véritable Bronco a découvert la supercherie, il brise la nuque de Shandi, attaque le détective Punjab d'une savate française et s'engage dans un combat sans merci avec Ramanath Bronco. Rapidement, le véritable Bronco comprend que son adversaire n'est pas un homme, mais un robot du nom de Broncotron. Par conséquent, ses puissants coups de poing et ses habiles savates ne lui seront d’aucune utilité; seule son intelligence peut le sauver. 
Pendant le combat, le Broncotron propulse Ramanath Bronco dans un comptoir de fruits. L'inspecteur en profite alors pour mettre la main sur une pastèque, qu’il lance sur son ennemi. La grande quantité d’eau contenue dans le fruit a pour effet de détériorer les circuits du robot.
Bronco gagne finalement son combat, mais il doit rapidement réagir afin de mettre fin au mal qui se répand dans Bombay.

#### Épisode 4: Robot Madness
À la suite de son combat face au Broncotron et, plus tristement, à la mort de l'infirmière Shandi, l'inspecteur Bronco débarque dans le bureau du lieutenant Levek et, réclamant un mandat mais ne parvenant pas à contenir sa colère, il renverse le bureau de Levek. Ce dernier lui annonce alors que la demande d'undercover a déjà été approuvé.
L'inspecteur Bronco retourne donc au Zak's Arcade en se faisant passer pour un livreur de Domino's Pizza. Il pénètre dans les locaux privés de Zak, qui est alors en train de réparer le Broncotron. Bronco sort son arme et tente de neutraliser le criminel, mais il est trop tard: le Broncotron est prêt pour un ultime combat face à son alter ego.
Le combat s'enclenche lorsque Bronco tire quelques coups de feu en direction du Broncotron. Les balles n'ont aucun effet, sauf une, qui atteint accidentellement Zak, qui s'effondre instantanément. L'inspecteur se défait ensuite de son pistolet et affronte la réplique robotique à mains nues. À la fin du spectaculaire combat, l'homme parvient à battre la machine: la mission de Bronco est terminée. Mais tout juste avant de mourir, Zak offre son ultime création à Bronco: une réplique robotique de l'infirmière Shandi.

### Mission à New York
Pour le moment, deux épisodes disponibles sur le site officiel d'Inspector Bronco sont regroupés dans un univers s'articulant autour de la recherche du mystérieux Number One, terré quelque part dans les bas fonds du Bronx.

#### Épisode 1: NYC Boogie
Ramanath Bronco est de passage à New York pour une mission solo. Après s'être procuré une automobile, il s'enfonce dans les bas fonds du Bronx, jusqu'à Harlem, où il rencontre un indicateur surnommé Number One. Ce dernier doit aider Bronco à localiser un mystérieux Jerry, individu recherché par l'inspecteur.
Number One conduit l'inspecteur Bronco à travers des lieux abandonnés. Puis, alors que Bronco sent de plus en plus l'arnaque approcher, Number One lui place un couteau sous la gorge et tente de lui extirper de l'argent. Heureusement, Bronco en a vu d'autres et parvient à neutraliser son ennemi. Mais à peine Bronco a-t-il le temps d'essayer de le faire parler qu'une dizaine d'individus apparaissent devant lui. Un combat sans merci l'attend.

#### Épisode 2: Bronco meets the Spasms
Les neuf membres des Spasms sont devant Bronco et menacent de le tuer. À tour de rôle, ils posent la main sur le pistolet qui doit servir à éliminer Bronco et prononcent une phrase intimidante. Puis, lorsque le dernier membre des Spasms touche au pistolet, il nargue Bronco une dernière fois et pointe le pistolet en direction de l'inspecteur. Heureusement, fort de sa longue expérience dans le milieu criminel, Bronco réagit rapidement et empêche ses ennemis d'utiliser leur arme fatale. Un long et dur combat s'engage alors : Bronco est seul contre neuf ennemis, mais cela ne l'empêche pas de remporter la victoire.
Seul le chef de la bande parvient à surmonter ses blessures et à s'enfuir. Bronco se met alors à ses trousses et parvient à le rattraper. L'inspecteur lui demande la location de Number One, mais il n'obtient pas la réponse qu'il veut. Il décide alors de faire un exemple de cet interlocuteur inutile.

#### Number One Bites the Dust
Cet épisode devrait être diffusé prochainement sur le web.

### Mission à Miami
Pour le moment, deux épisodes disponibles sur le site officiel d'Inspector Bronco sont regroupés dans un univers s'articulant autour de la poursuite d'un puissant baron de la drogue de Miami.

#### Épisode 1: Bronco - Mission Miami
Faisant à nouveau équipe avec Ricki Punjab, l'inspecteur Bronco se rend à Miami, aux États-Unis, dans le but de ramener Deepak Binj à Bombay. Cet homme est un puissant baron de la drogue de Miami, spécialisé dans la vente et dans la consommation de cocaïne, que le FBI tente de mettre derrière les barreaux depuis plus de trois ans. Pour cette dangereuse mission, Bronco et Punjab sont assistés par Ron Johnson, du FBI.
Alors que Johnson se fait passer pour un trafiquant de drogue et fait affaire avec Deepak Binj, les deux policiers de Bombay prennent des photos et enregistrent la conversation entre Johnson et Binj. Malheureusement, Binj aperçoit deux individus à travers les brouissailles et comprend vite que l'affaire est un coup monté. Il s'empare rapidement de la mitraillette de son garde du corps et tire sur Johnson.

#### Épisode 2: Johnson bites the bullet
Alors que Johnson se fait passer pour un trafiquant de drogue et fait affaire avec Deepak Binj, les deux policiers de Bombay prennent des photos et enregistrent la conversation entre Johnson et Binj. Malheureusement, Binj aperçoit deux individus à travers les brouissailles et comprend vite que l'affaire est un coup monté. Il s'empare rapidement de la mitraillette de son garde du corps et tire sur Johnson, pour finalement s'enfuir.
Sidérés, Bronco et Punjab courent vers l'agent du FBI gravement blessé, qui agonise sous les yeux et s'éteint fatalement. C'est alors que Punjab remarque qu'une bombe va exploser d'une seconde à l'autre.

#### Poolside with Deepak Binj
Cet épisode devrait être diffusé prochainement sur le web.

### Morte à Venise
Une bande-annonce de ce sous-groupe d'épisodes est disponible sur le site de diffusion des aventures d'Inspector Bronco. On ignore toutefois le nombre d'épisodes qui seront présentés.

## Saison 2
Pour l'instant, aucune information n'a été dévoilée au sujet de la deuxième saison d'Inspector Bronco.